# Safranweber

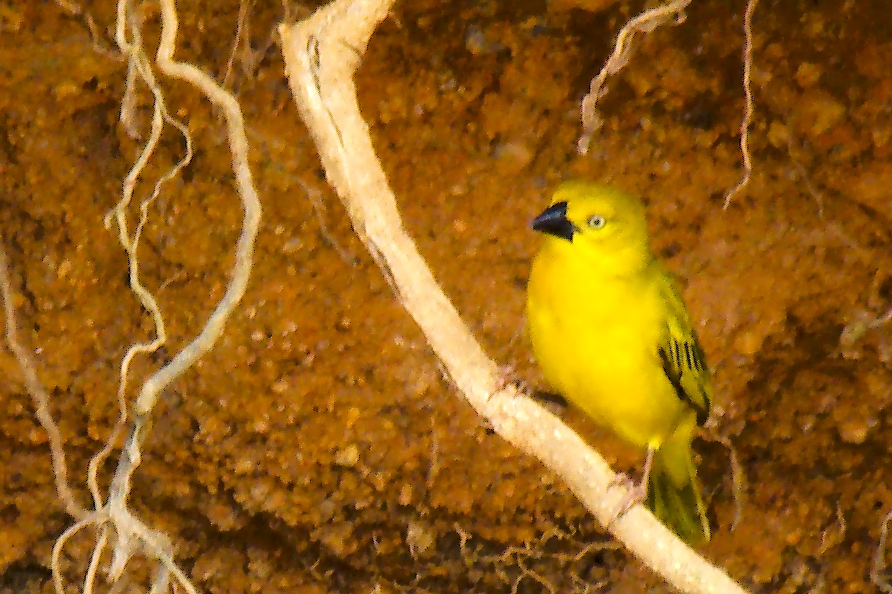
Holub's Golden Weaver (Ploceus xanthops) in Uganda

Der Safranweber (Ploceus xanthops, Syn.: Hyphantornis xanthops) zählt innerhalb der Familie der Webervögel (Ploceidae) zur Gattung der Ammerweber (Ploceus).
Der lateinische Artzusatz kommt von altgriechisch ξανθός xanthos, deutsch ‚gelb‘ und altgriechisch ωψ ōps, deutsch ‚Gesicht, Auge‘.
Der Vogel kommt in Afrika vor in Angola, Botswana, Gabun, Kenia, Namibia, Ruanda, Simbabwe, Südafrika, Tansania und Uganda.
Das Verbreitungsgebiet umfasst buschbestandene Lebensräume mit hohem Gras, an Waldrändern und entlang von Flüssen, meist zwischen 1200 und 2300 m Höhe.

## Merkmale
Die Art ist 17 bis 18 cm groß, das Männchen wiegt zwischen 40 und 50, das Weibchen zwischen 35 und 40 g. Das Männchen im Brutkleid ist überwiegend gelb, grünlich auf dem Rücken und den Flügeldecken, auch der Schwanz ist goldgelb mit gelben Rändern der Steuerfedern. Charakteristisch sind der mächtige schwarze Schnabel, die blass gelbe Iris und die orange gefärbte Kehle. Jungvögel haben eine grünliche, leicht gestreifte Oberseite.
Die Art ist monotypisch.

## Stimme
Der Gesang des Männchens wird als kurzes Rattern mit darauffolgendem Triller und quiekenden Tönen „chichi-chichi-chi-squirr“ oder „tikatikatikatika“ beschrieben.

## Lebensweise
Die Nahrung besteht hauptsächlich aus Insekten, Früchten, Samen und Nektar.
Die Brutzeit liegt zwischen Januar und April in den meisten Gebieten, bereits ab September in Südafrika, Sambia und Malawi. Die Art ist monogam und brütet teilweise in kleinen Kolonien. Das Männchen baut mehrere Nester zur Auswahl, das Gelege besteht aus 1 bis 3 blass blauen, weißlichen oder rosafarbenen Eiern.

## Gefährdungssituation
Der Bestand gilt als nicht gefährdet (Least Concern).